# Prothemus mupinensis
Prothemus mupinensis es una especie de coleóptero de la familia Cantharidae.

## Distribución geográfica
Habita en China.